# Nová Ves u Protivína
Nová Ves u Protivína je malá vesnice, část obce Žďár v okrese Písek v Jihočeském kraji. Nachází se asi 2,5 kilometru jihovýchodně od Žďáru. Je zde evidováno 28 adres. V roce 2011 zde trvale žilo dvacet obyvatel.
Nová Ves u Protivína je také název katastrálního území o rozloze 11,15 km². V katastrálním území Nová Ves u Protivína leží i Žďárské Chalupy.

## Historie
První písemná zmínka o vesnici pochází z roku 1576. V roce 1985 byl zde natáčen film Duhová kulička.

## Přírodní poměry
Severovýchodně až jihovýchodně od vesnice se nachází soustava rybníků chráněných jako přírodní památka Zelendárky.

## Obyvatelstvo
| Rok            | 1869 | 1880 | 1890 | 1900 | 1910 | 1921 | 1930 | 1950 | 1961 | 1970 | 1980 | 1991 | 2001 | 2011 | 2021 |
| -------------- | ---- | ---- | ---- | ---- | ---- | ---- | ---- | ---- | ---- | ---- | ---- | ---- | ---- | ---- | ---- |
| Počet obyvatel | 239  | 240  | 208  | 185  | 205  | 185  | 147  | 94   | 80   | 53   | 29   | 15   | 11   | 20   | 22   |
| Počet domů     | 31   | 31   | 31   | 31   | 33   | 32   | 32   | 28   | 30   | 18   | 14   | 29   | 31   | 33   | 30   |

## Obecní správa
Při sčítání lidu v letech 1850–1879 Nová Ves u Protivína byla osadou obce Krč v okrese Písek. V letech 1880–1963 byla samostatnou obcí, se kterým patřila nejprve do okresu Písek, ale v roce 1950 v okrese Vodňany. V letech 1964–1975 byla částí obce Žďár v okrese Písek. Od 1. ledna 1976 do 23. listopadu 1990 byla částí obce Tálín v okrese Písek. Od 24. listopadu 1990 je opět částí obce Žďár v okrese Písek. V letech 1880–1963 k obci patřily Žďárské Chalupy.

## Pamětihodnosti
- Návesní kaple ve vesnici.[10]
- Kříž před kaplí s datací 1877
- Kříž z roku 1945 u silnice vedoucí do vesnice
- Kříž u komunikace vedoucí do vesnice, těsně před vsí vpravo
- Kříž za vesnicí směrem na Protivín
- Kříž v polích poblíž vesnice

## Galerie

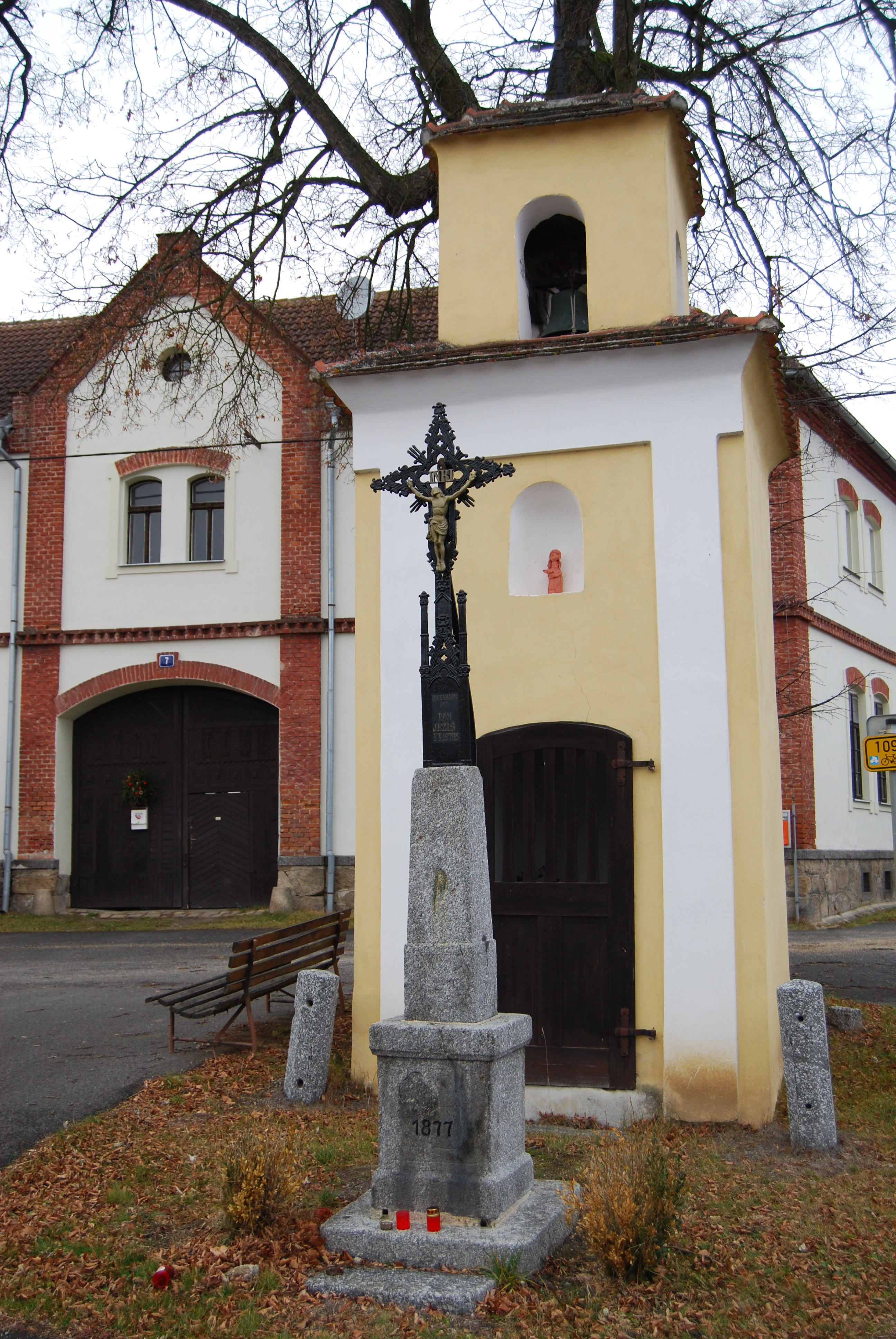
Kaple a kříž roku 1877 ve vsi
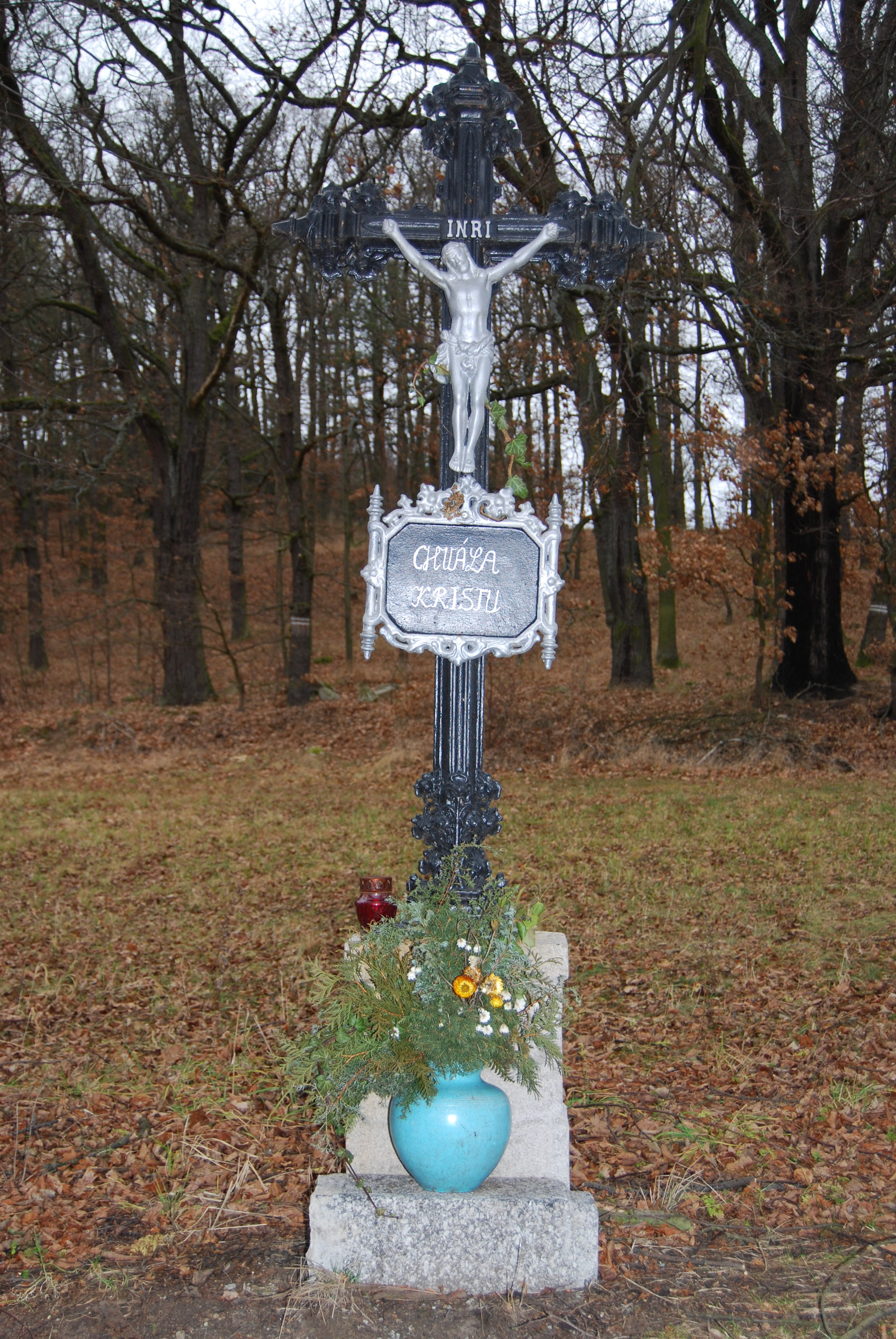
Kříž u silnice směrem na Protivín
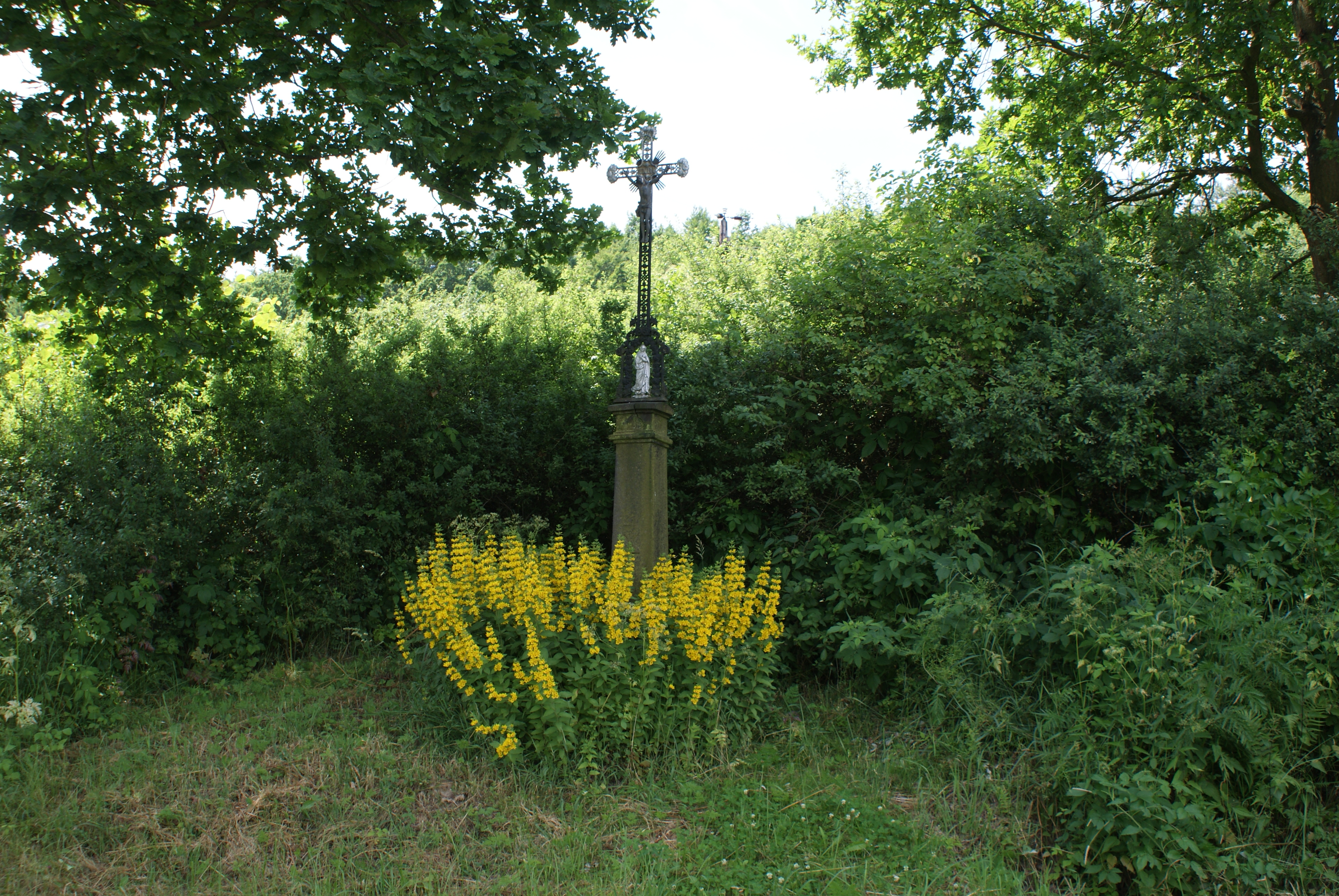
Kříž u silnice vedoucí do vesnice